# Тютюнник Дмитро Андрійович
Тютюнник Дмитро Андрійович (30 квітня 1934 року — 2003 року) — український ґрунтознавець, кандидат сільськогосподарських наук, доцент Київського національного університету імені Тараса Шевченка.

## Біографія
Народився 30 квітня 1934 року в селі Сенькове Куп'янського району Харківської області. Закінчив 1957 року Кишинівський університет, кафедру ґрунтознавства, аспірантуру Українського науково-дослідного інституту гідротехніки і меліорації. У 1980–2003 роках старший викладач, доцент кафедри фізичної географії Київського університету. Кандидатська дисертація «Глибокий обробіток важких оглеєних ґрунтів, осушених дренажем» захищена у 1969 році. Виконував та організував експедиційні ґрунтознавчі дослідження в Молдові, Карпатському регіоні, Лісостепу та Степу України. Протягом 15 років проводив стаціонарні ґрунтово-меліоративні та агромеліоративні дослідження на Передкарпатті. Досліджував напрям комплексного поліпшення водно-фізичних властивостей і окультурювання важких оглеєних ґрунтів, розробив нормативи комплексної меліорації для Нечорноземної зони колишнього СРСР, що було практично впроваджено в Україні, Білорусі, Росії, країнах Балтії. Наукові інтереси: природно-меліоративний моніторинг, районування гумідних територій, зокрема осушуваних, оптимізація водного режиму та водних властивостей ґрунтів, окультурювання періодично перезволожуваних ґрунтів.

## Наукові праці
Автор понад 90 наукових праць. Основні праці:
1. Меліорація важких ґрунтів у Передгір'ї Карпат. — К., 1972 (у співавторстві).
2. Природні умови Канівського Придніпров'я та їх вивчення: Навчальний посібник. — К., 1992 (у співавторстві).
3. Комплексна меліорація гумідних ландшафтів // Український географічний журнал, 1995. № 1.
4. Еколого-освітні аспекти вивчення ґрунтознавства і географії ґрунтів // Проблеми географічної освіти України. Луцьк, 1994.